# Lupinus
Lupinus L., 1753 è un genere di piante della famiglia delle Fabacee (sottofamiglia Faboideae), che comprende oltre 600 specie.

## Descrizione
Presenta infiorescenze di colore bianco, giallo e rosso. Alcune specie di origine americana hanno anche fiori blu.

## Distribuzione e habitat
Il genere è diffuso in America, Europa meridionale, Medio Oriente, Nord Africa e Africa orientale. È stato introdotto poi anche in Oceania, particolarmente in Nuova Zelanda.

## Tassonomia

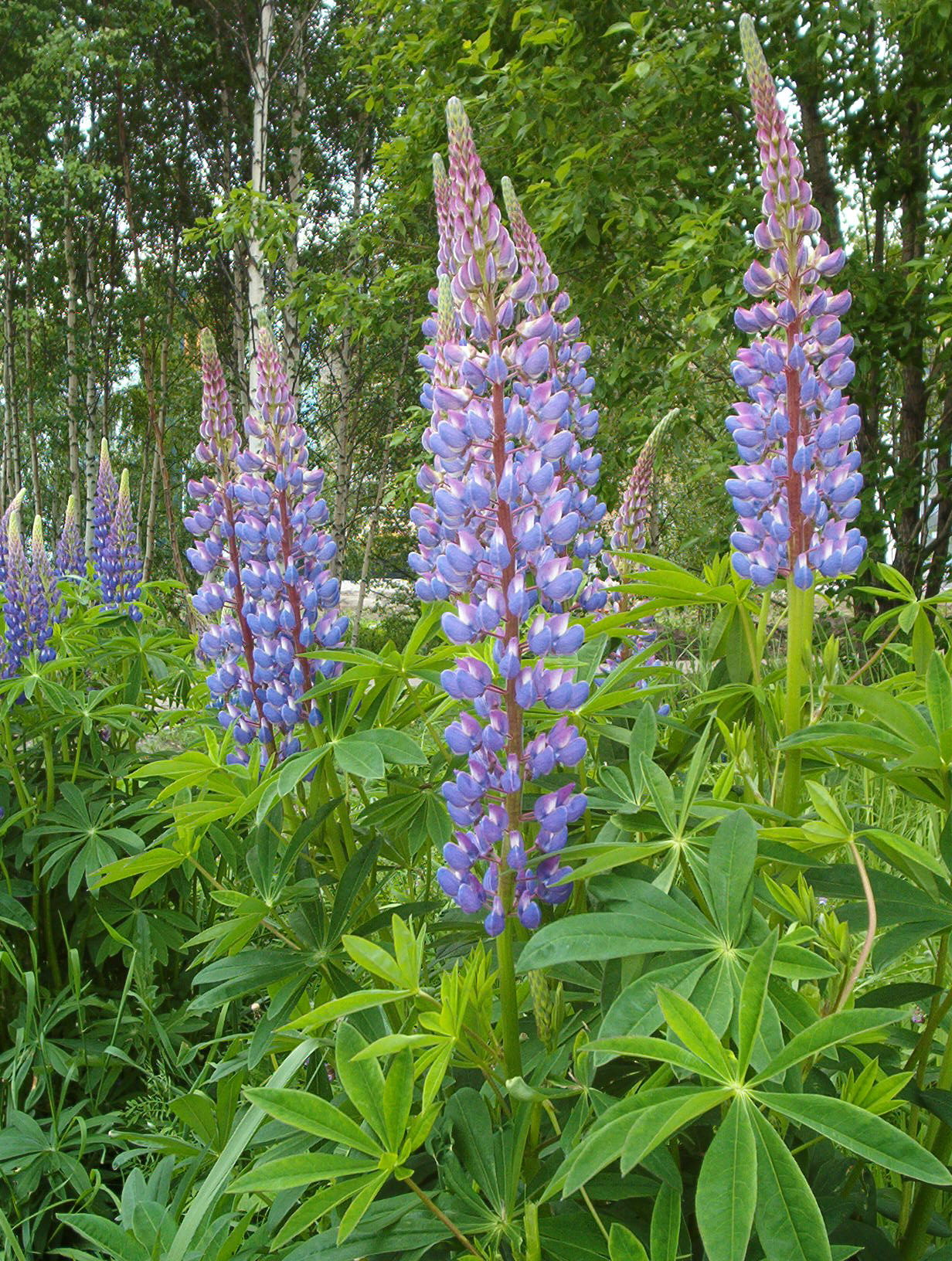
Lupinus polyphyllus

Il genere comprende oltre 600 specie tra cui:
- Lupinus albifrons Benth.
- Lupinus albus L.
- Lupinus anatolicus W.Święcicki & W.K.Święcicki
- Lupinus angustifolius Eastw.
- Lupinus arboreus Sims
- Lupinus arcticus S.Watson
- Lupinus atlanticus Gladst.
- Lupinus cosentinii Guss.
- Lupinus densiflorus Benth.
- Lupinus digitatus Forssk.
- Lupinus excubitus M.E.Jones
- Lupinus hillii Greene
- Lupinus hirsutissimus Benth.
- Lupinus hispancus Boiss. & Reut.
- Lupinus luteus L.
- Lupinus minimus Douglas
- Lupinus mutabilis Sweet
- Lupinus nootkatensis Donn ex Sims
- Lupinus palaestinus Boiss.
- Lupinus perennis L.
- Lupinus pilosus L.
- Lupinus polyphyllus Lindl.
- Lupinus princei Harms
- Lupinus subcarnosus Hook.
- Lupinus texensis Hook.
- Lupinus truncatus Nutt. ex Hook. & Arn.

## Aspetti medici
Nel Lupinus sono contenute una serie di proteine con elevato potere allergizzante (epitopi), dal peso molecolare di 43 kD. Queste proteine spesso sono causa di allergie alimentari anche gravi specie nella prima infanzia.